# Borís Bábochkin
Borís Andreyevich Bábochkin (en ruso: Бори́с Андре́евич Ба́бочкин) fue un actor soviético. Alcanzó fama en su país y a nivel internacional al interpretar a Vasili Chapáyev en la película Chapáyev.En reconocimiento a su trabajo recibió dos Premios Stalin (1941 y 1951) y fue nombrado Artista del Pueblo de la URSS en 1963 y Héroe del Trabajo Socialista en 1974.

## Biografía
Nació en una familia de comerciantes. El padre había sido dueño de un exitoso negocio comercial en la ciudad de Sarátov en el Volga, luego vendió su negocio y trabajó para un ferrocarril. Su madre, maestra de escuela, era aficionada a la literatura clásica rusa, y el joven fue criado en un entorno intelectualmente estimulante. El joven Boris y su hermano eran aficionados a la actuación y participaron en producciones teatrales amateurs en Sarátov. De niño, junto con su hermano mayor Vitali, hizo pequeñas actuaciones en festivales de Sarátov, el Pokrovsk Sloboda y en Krasni Kut.
A los quince años, se afilió al Komsomol. Durante la Primera Guerra Mundial, trabajó en la sección de propaganda (en ruso: Политотдел) del 4.º Ejército del Frente Oriental. En 1921, inició su formación actoral en el estudio de teatro de Illarion Pevtsov y en el verano de ese mismo año, comenzó a actuar en el Teatro Ivánovo. En 1927, se incorporó como actor al Teatro Académico de Leningrado.
Su carrera cinematográfica comenzó en 1927. En su carrera actoral, que abarcó más de 55 años, interpretó más de 200 papeles en teatro y 25 papeles en películas y televisión, pero su papel como Chapayev en la película homónima de 1934 siguió siendo el punto culminante de su carrera cinematográfica. La película recibió la Medalla de Bronce en el Festival Internacional de Cine de Venecia de 1946.
Desde 1935, Babochkin fue actor y director del Gran Teatro Académico Dramático Gorki de Leningrado y en 1938 se convirtió en su director artístico. Entre 1940 y 1947 trabajó en el Teatro Vakhtangov, entre 1947 y 1949 en el Teatro Estatal de Actores de Cine, entre 1949 y 1951 y de nuevo, a partir de 1955, en el Teatro Mijaílovski.
Se convirtió en miembro del Partido Comunista en 1948.
Desde 1944 Babochkin enseñó en el Instituto Estatal de Cinematografía y en 1966 ocupó la cátedra. En 1968 publicó su autobiografía En el teatro y el cine, que se convirtió en un éxito de ventas en la URSS.
Babochkine estuvo casado con Catalina Mijáilovna Babochkina (de soltera Georgieva) y tuvieron dos hijas, Natalia y Tatiana. Murió en Moscú el 17 de julio de 1975 víctima de un infarto agudo de miocardio, en su coche frente a la entrada del Teatro Mijaílovski. Acababa de enviar un artículo sobre el IV Festival Internacional de Cine de Moscú a la redacción del periódico Izvestia. Entre sus planes estaba la adaptación de La gaviota de Antón Chéjov. Curiosamente en su diario había escrito que quería morir de pie, trabajando, y así fue prácticamente. 
Babochkin está enterrado en el Cementerio Novodevichy.

## Filmografía parcial

### Cine
- 1932: El regreso de Nathan Becker (Возвращение Нейтана Беккера) de Rachel Milman-Crimer.
- 1934: Chapayev (Чапаев) de los hermanos Vassiliev.
- 1935: Amigos ( Подруги ) de Leo Arnchtam: Andrés.
- 1942: Los invencibles (Непобедимые) de Sergei Gerasimov.
- 1942: La defensa de Tsaritsyn (Оборона Царицына) por los hermanos Vassiliev: Moldavski.
- 1943: La actriz ( Актриса ) de Leonid Trauberg
- 1948: Historia de un hombre de verdad (Повесть о настоящем человеке) de Alexandre Stolper: comandante
- 1959: Annouchka (Аннушка) de Boris Barnet
- 1960: Ivan Rybakov (Иван Рыбакоv) de Boris Ravenskikh.
- 1975: El vuelo del señor McKinley (Бегство мистера Мак-Кинли) de Mikhail Schweitzer.

### Director
- 1945: Campos Patrios (Родные поля).
- 1947: Повесть о «Неистовом» que podría traducirse como La campaña de los furiosos.
- 1966: Residentes de verano (en ruso: Дачники).